# Сталеграфика
Сталегра́фика (англ. steelgraphics) — вид изобразительного искусства, сочетающий графику и монументальность. Используется как декоративная часть интерьера или экстерьера.
В основу взят тональный принцип живописи, разделяющий тон на три составные: свет, полутень, тень. При составлении композиции в сталеграфике Свет — это белая стена (фон), Тень — само изделие сталеграфики (чёрная металлическая пластина), Полутень — тень от металлической пластины. Посредством трёх ключевых основ тональности, монументальная пластина приобретает иллюзорный объём.

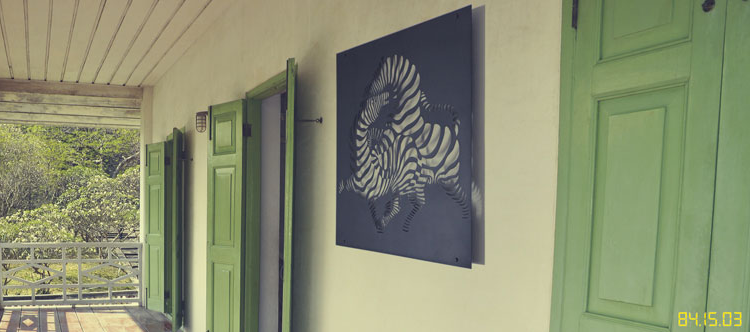
Steelgraphics from Cape Town

## Первое упоминание в СМИ
Газета The Mercury (Дурбан, ЮАР), майский выпуск 1984 года.
«… в Дурбан приедут художники из Кейптауна с выставкой „White Wall Black Tatoo“, где продемонстрируют „сталеграфику“ — новшество в искусстве, сочетающую в себе графику и скульптуру. В данной экспозиции можно увидеть как репродукции известных живописцев, так и авторские произведения самих художников в данном стиле…»